# San Felipe, Yuriria
San Felipe är en ort i Mexiko.   Den ligger i kommunen Yuriria och delstaten Guanajuato, i den centrala delen av landet, 240 km väster om huvudstaden Mexico City. San Felipe ligger 2 406 meter över havet och antalet invånare är 163.
Terrängen runt San Felipe är huvudsakligen kuperad. San Felipe ligger uppe på en höjd. Runt San Felipe är det ganska tätbefolkat, med 166 invånare per kvadratkilometer. Närmaste större samhälle är Uriangato, 17,7 km nordost om San Felipe. Trakten runt San Felipe består till största delen av jordbruksmark.